# المجموعة السعودية للاستثمار الصناعي
المجموعة السعودية للاستثمار الصناعي هي شركة مساهمة سعودية، تأسست في الرياض بتاريخ العاشر من شعبان عام 1416 هـ الموافق الأول من يناير عام 1996، يبلغ رأس مال المجموعة اليوم أربعة مليارات ونصف مليار ريال، تم إدراج أسهم الشركة في السوق المالية السعودية في فبراير من عام 2004.

## نشاط الشركة
تأسست شركة المجموعة السعودية للاستثمار الصناعي بموجب القرار رقم 291 الصادر عن  وزارة التجارة والصناعة بتاريخ 29 جمادى الثاني 1416هـ (الموافق 23 نوفمبر 1995م)، وهي شركة مساهمة عامة سعودية، ومقرها مدينة الرياض بالمملكة العربية السعودية، بالسجل التجاري رقم 1010139946 وتاريخ 10 شعبان 1416هـ (الموافق 1 يناير 1996م)، برأس مال عند إنشائها (550,000,000) ريال سعودي مقسم إلى (55,000,000) سهماً عادياً بقيمة اسمية قدرها (10) ريالات سعودية للسهم الواحد. وقد نما رأس مال الشركة عن طريق رسملة الأرباح، واكتتابات حقوق أولوية بحيث أن رأس مال الشركة يبلغ اليوم (4500) مليون ريال. وتمتلك الشركة في الوقت الراهن نسبة (50%) من أسهم كل من شركة شيفرون فيليبس السعودية وشركة الجبيل شيفرون فيليبس، وكل منهما شركة ذات مسؤولية محدودة تم تأسيسهما وتسجيلهما في المملكة. وقد تم إدراج أسهم الشركة في السوق المالية السعودية (تداول) في 15 فبراير 2004م. تعتبر المجموعة السعودية للاستثمار الصناعي واحدة من الشركات الرائدة في مجال تنمية، وتطوير القاعدة الصناعية، في المملكة، وعلى الأخص الصناعات البتروكيماوية، من أجل إتاحة الفرصة للقطاع الخاص للدخول في صناعات أخرى باستعمال الصناعات البتروكيماوية. كما أسست المجموعة السعودية لنفسها قاعدة قوية متماسكة تتمثل في تحالفها الاستراتيجي مع شريك ذو خبرة تنافسية في مجال صناعة البتروكيماويات، معززة بذلك قدراتها الفنية والاستثمارية، في هذا المجال، حيث تعتبر شركة شيفرون فيليبس للبتروكيماويات حليفاً استراتيجيا مع المجموعة السعودية للاستثمار الصناعي. وكانت بداية الانطلاقة بين المجموعة السعودية للاستثمار الصناعي وشيفرون فيليبس للبتروكيماويات هي شركة شيفرون فيليبس السعودية، وهي شركة ذات مسئولية محدودة، في مدينة الجبيل الصناعية، ويبلغ رأس مالها 655 مليون ريال سعودي، وقد بدأت الشركة إنتاجها عام 2000م، عن طريق إنتاج مواد البنزين والسايكلوهكسان ووقود المركبات. وامتداداً لسلسلة وتنمية وتطوير المشاريع الاستثمارية في مجال هذه الصناعة تأتي الحلقة الثانية، وهي مشروع الجبيل شيفرون فيليبس، حيث يقع مصنعه مجاوراً لمصنع شركة شيفرون فيليبس السعودية في الجبيل، حيث بدأت الشركة إنتاجها عام 2008م، عن طريق إنتاج مواد الستايرين، والبروبلين. وتهدف المجموعة السعودية للاستثمار الصناعي إلى تعزيز مجمعها الصناعي الحالي لإنتاج المنتجات العطرية والهيدروكربونية من خلال الاستمرار في توسع الاستثمار في مجال صناعة البتروكيماويات، إضافةً إلى تعزيز استثمارات القطاع الخاص في نفس مجال الصناعة. وتحت مظلة التوسع فإن المجموعة وضعت هدفاً استراتيجياً مشتركاً مع شيفرون فيليبس متمثلاً في تطوير مشروعها وهو الشركة السعودية للبوليمرات، حيث ينتج مصنع الشركة السعودية للبوليمرات المنتجات التالية: الإيثلين، والبولي إيثلين، والهيكسين، والبولي بروبلين، والبولي ستايرين، وتمتلك المجموعة هذه الشركة بطريقة غير مباشرة، وذلك عن طريق امتلاك الشركة الوطنية للبتروكيماويات (بتروكيم)، شركة مساهمة عامة، بنسبة 50%.

## أعضاء مجلس الإدارة
- مطلق عبدالعزيز المطيري (رئيس مجلس الإدارة)
- نواف محمد المقاطي
- عبد الرحمن سليمان الراجحى
- سليمان عبد الرحمن القويز (المؤسسة العامة للتأمينات الاجتماعية)
- حمد سعود السياري (نائب رئيس مجلس الأدارة)
- سعد علي الكثيري (المؤسسة العامة للتقاعد)
- علي عبد الله النعيم
- أحمد محمد عبيد بن زقر
- سليمان محمد المنديل (العضو المنتدب)

سكرتير مجلس الإدارة: محمد علي آل دغيش
المدير المالي: حازم مروان أبوسويرح